# Црква Светих апостола Петра и Павла у Прачи
Храм светих апостола Петра и Павла је храм Српске православне цркве који се налази у Прачи у федерацији БиХ у Босни и Херцеговини. Припада дабробосанској митрополији, архијерејском намесништву Сарајевском. Посвећен је светим апостолима Петру и Павлу.
Овај храм је саграђен 1908. године. После потписивања Дејтонског споразума остао је у Федерацији БиХ, тако да у том делу тренутно нема Срба. 
При овом храму су служили следећи свештеници: Димитрије Јевђевић 1908—1936; Јосиф Богдановић 1936—1941; монах Варнава Настић до 1947; Миливоје Мандић 1947—1953; Васиљ Тунгуз (опслуживао) 1953—1969; Ђорђе Илић 1969—1973; Јеремија Старовлах 1973—1978; Миомир Зекић 1978—1989; Нико Мојсиловић 1989—1995; Драган Матић 199—-1996. и Јеремија Старовлах 1996.